# Kiki Cuyler
Hazen Shirley "Kiki" Cuyler [ˈkaɪˈkaɪ ˈkaɪlər], född den 30 augusti 1898 i Harrisville i Michigan, död den 11 februari 1950 i Ann Arbor i Michigan, var en amerikansk professionell basebollspelare som spelade 18 säsonger i Major League Baseball (MLB) 1921–1938. Cuyler var rightfielder.
Cuyler inledde sin MLB-karriär i Pittsburgh Pirates. Därefter spelade han för Chicago Cubs 1928–1935. Två säsonger blev det i Cincinnati Reds och en sista säsong i Brooklyn Dodgers.
Cuyler valdes 1968 in i Hall of Fame.